# Москвичёва, Серафима Васильевна
Серафи́ма Васи́льевна Москвичёва (1923, Новинск, Краснококшайский кантон, Марийская автономная область, РСФСР, СССР — 12 июля 1944, Полонечка, Барановичский район, Брестская область, Белорусская ССР, СССР) — советская женщина-снайпер. В годы Великой Отечественной войны — снайпер отдельной роты ПВО 252-го стрелкового Ковенского полка 70-й стрелковой Верхнеднепровской дивизии на 1-м и 2-м Белорусском фронте, ефрейтор. Член ВЛКСМ с 1943 года.

## Биография
Родилась в 1922 году в дер. Новинск ныне Оршанского района Марий Эл в русской крестьянской семье.
Участница Великой Отечественной войны с 1942 года: в 1944 году окончила Центральную женскую снайперскую школу в Подольске, снайпер отдельной роты ПВО 252-го стрелкового Ковенского полка 70-й стрелковой Верхнеднепровской дивизии, ефрейтор. Воевала в составе 33-й Армии на 2-м Белорусском фронте и в составе 43-й Армии на 1-м Белорусском фронте. Уничтожила более 30 офицеров и солдат противника. В 1943 году принята в ВЛКСМ, в роте проводила большую агитационную работу.
12 июля 1944 года погибла в бою за деревню Полонечка Барановичского района Брестской области Белорусской ССР.
Захоронена в братской могиле в деревне Полонечка вместе с 36 однополчанами, погибшими в этом бою.
Награждена орденом Славы III степени (не вручён) и медалью «За боевые заслуги». 

## Боевые награды
- Орден Славы III степени (1944, не вручён)[1]
- Медаль «За боевые заслуги» (30.04.1944)[1][3][4][5]

## Память
Её судьбе и боевому подвигу марийский писатель Василий Ижболдин посвятил повесть «В экспедиции одни девчата». 